# Sverresborg IF
Sverresborg Idrettsforening är en norsk sportklubb från Trondheim, i Trøndelag. Föreningen har sektioner för fotboll, handboll och basketboll (Sverresborg Hoops). Föreningen grundades den 30 oktober 1931, och namngavs efter fortet Sverresborg. Damhandbollslaget har varit klubbens bästa sektion, och vann seriemästerskapet 1986, två slutspel och tre cuptitlar mellan 1981 och 1986 .Det manliga fotbollslaget spelar i tredje divisionen, fjärde nivån i norsk fotboll efter att ha blivit uppflyttad 2012. Fotbollen spelade i division tre tidigare också men blev nedflyttade 1994,1996 och 2005. Kända handbollsspelare: Britt Johansen, Hanne Hogness, Marte Eliasson og Ingrid Steen. På senare tid har basketen firat framgångar och spelar nu i division 1.